# Peter Eisenman
Peter Eisenman (Newark, Nova Jersey, 11 d'agost de 1932) és un arquitecte estatunidenc d'origen jueu.

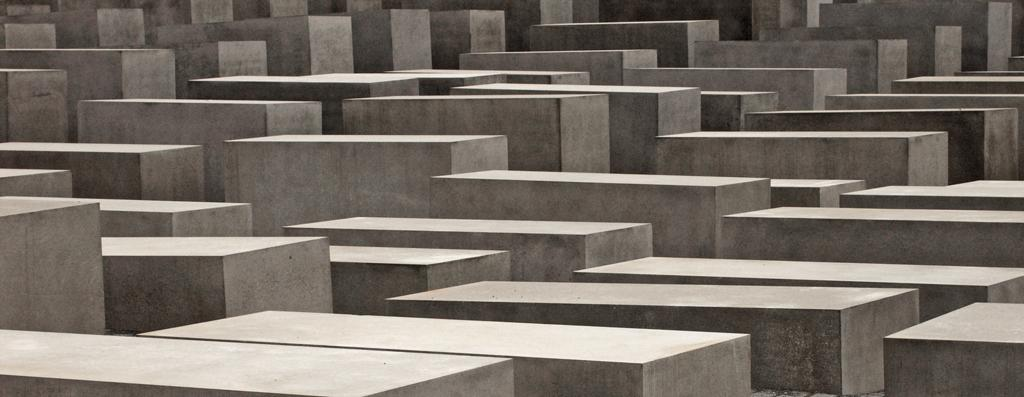
Memorial de l'holocaust a Berlín.

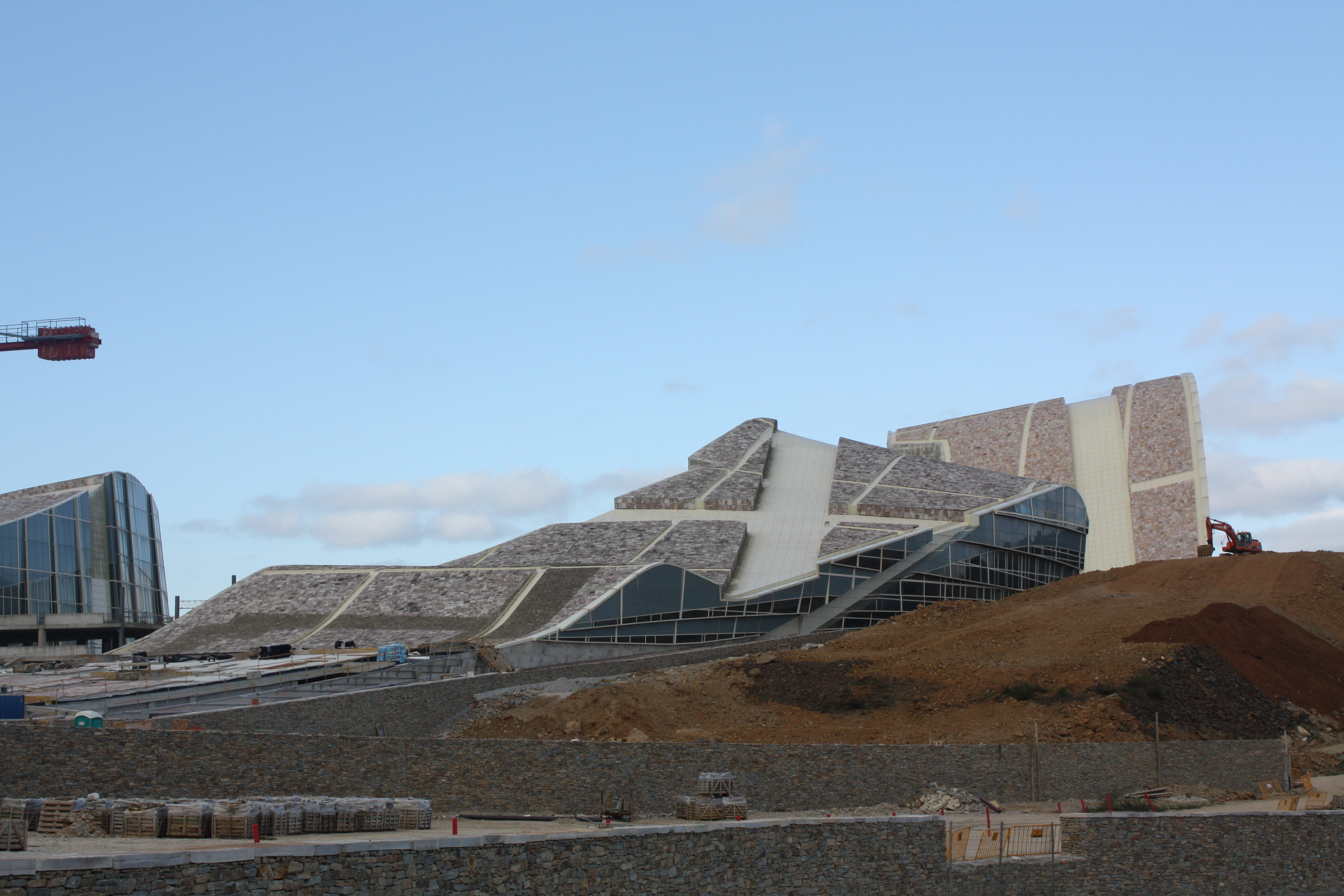
Ciutat de la Cultura de Galícia.

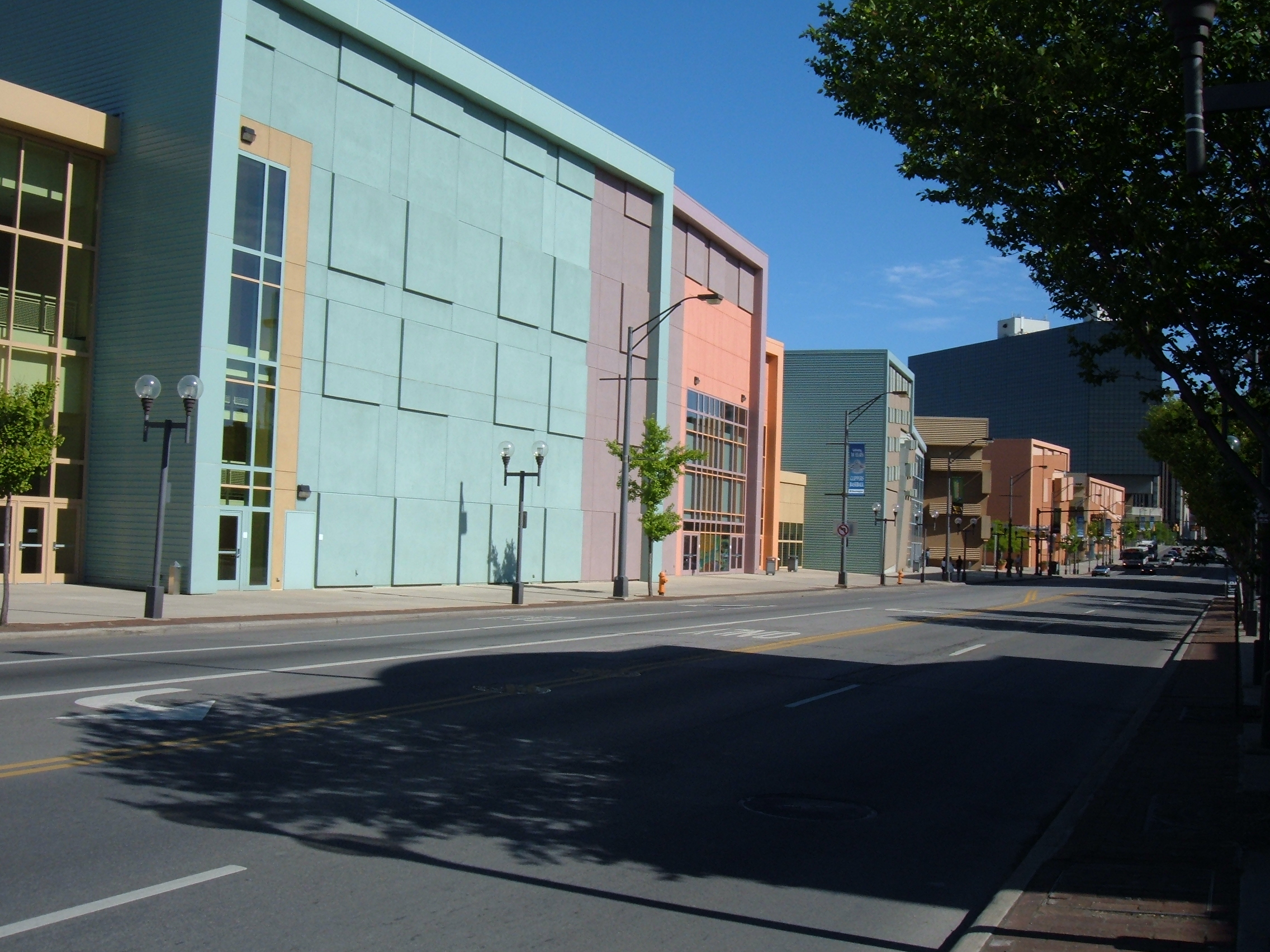
Greater Columbus Convention Center.

## Biografia
A la fi dels anys cinquanta va ser col·laborador de Walter Gropius, i va ser un dels integrants dels Five Architects.
Llicenciat en arquitectura a la Universitat de Cornell, Eisenman està doctorat en filosofia per la Universitat de Cambridge i en belles arts por la Universitat de Chicago.
L'any 1967 va fundar el Institute for Architecture and Urban Studies, de Nova York, imprecisa institució, extraordinàriament activa i eficient, que aviat es va convertir en obligat punt de referència per a tot aquell interessat en l'arquitectura.
Peter Eisenman, descendent d'immigrants jueus alemanys d'Estrasburg, internacionalment reconegut per la seva visió provocadora de l'arquitectura ha construït una sèrie innombrable de projectes a gran escala incloent el Wexner Center  a l'Ohio State University, el Greater Columbus Convention Center a Columbus, Ohio, i l'Aronoff Center for Design and Art a la Universitat de Cincinnati.
Com a resultat del concurs d'idees que va guanyar, construeix a Santiago de Compostel·la la Ciutat de la Cultura de Galícia, un conjunt d'edificis destinats a activitats culturals. Unes obres que van modificar el disseny original de la ciutat de John Hejduk i que el van portar a col·laborar amb els arquitectes espanyols Andrés Perea i Andrés Jaque. Les obres han estat objecte de polèmiques públiques per la seva gestió econòmica i pels dubtes sobre la seva utilitat posterior.
A més, fou el promotor d'un projecte de realització d'un nou Estadi de Riazor a La Corunya, encara que finalment no es va realitzar.
Un recent llibre sobre la seva obra desenvolupa les instal·lacions temporals que ha realitzat.Instal·lacions: Sobre el Treball de Peter Eisenman, de Pablo Lorenzo-Eiroa, DLO/Robles Edicions, Buenos Aires, 2008.